# علی بن محمد بن جهم
علی بن محمد بن جهم یکی از محدثان اهل سنت است که به ناصبی بودن متهم شده‌است. او یکی از مناظره‌کنندگان با علی بن موسی الرضا است.

## شخصیت
نام کامل او علی بن محمد بن جهم بن بکیر بن اعین شیبانی است، که در آن تردیدهایی مطرح شده‌است. علی بن محمد بن جهم، یکی از اهل سنت مخالف با خاندان بنی‌هاشم بود. در معجم رجال الحدیث آمده است که علی بن محمد، پدرش را به جهت نام‌گذاری خود به علی لعن می‌کرد. او از ناصبیان محسوب شده و دشمن اهل بیت پیامبر دانسته شده‌است. صدوق در عیون اخبارالرضا از او روایتی را نقل می‌کند که بیانگر رابطه خوب او با علی بن موسی الرضاست اما صدوق ذیل همان روایت، آن را غریب دانسته و مخالف با گزارشات حاکی بر دشمنی علی بن محمد با خاندان پیامبر معرفی می کند. جامع الرواة نیز همین مطلب را تایید نموده است.

## مناظره با علی بن موسی الرضا
یکی از مناظرات صورت گرفته در دوران ولایتعهدی علی بن موسی الرضا، مناظره با علی بن محمد بن جهم بود. این مناظره با موضوع عصمت آغاز شد و سرانجام با پذیرش اشتباه از جانب علی بن محمد بن جهم، به پایان رسید.